# 성남초등학교 (익산시)
성남초등학교는 대한민국 전라북도 익산시 망성면 내촌리에 있었던 공립 초등학교이다.

## 학교 연혁
- 1949년 6월 10일 망성국민학교 내촌분교 인가
- 1955년 4월 12일 망성국민학교 성남분교로 개칭
- 1957년 4월 12일 성남국민학교 승격
- 1984년 3월 1일 병설유치원 개원
- 1996년 3월 1일 성남초등학교로 개칭
- 2009년 3월 1일 제18대 양성은 교장 부임
- 2010년 2월 5일 제53회 졸업(총 3060명)
- 2010년 3월 1일 3학급 편성
- 2011년 3월 1일 망성초등학교로 통폐합